# センチュリーマリーナ函館
センチュリーマリーナ函館（センチュリーマリーナはこだて、英語: CENTURY MARINA HAKODATE）は、北海道函館市にあるホテル。

## 施設
客室
- ザ・ロイヤルフロア
  - ロイヤルスイート (87.2 m2)
  - センチュリースイート (58.1 m2)
  - ファミリースイート (58.1 m2)
  - コーナースイート (54.4 m2)
  - ジュニアスイート (46.4 m2)
  - マリーナキング (42.4 m2)
- ザ・プレミアフロア
  - プレミアデラックスツイン (30.4 m2)
  - プレミアツイン (24.0 m2)
  - プレミアクイーン (22.4 m2)
  - プレミアダブル (20.5 m2)
- スタンダードフロア
  - デラックスツイン (30.4 m2)
  - ツイン (24.0 m2)
  - クイーン (22.4 m2)
  - ダブル (20.5 m2)
  - ユニバーサルデザイン (42.3 m2)
- ドッグラバーズ
  - デラックスドッグラバーズ (46.0 m2)
  - ドッグラバーズ (31.0 m2)

SPA
- インフィニティスパ
- 大浴場
- 泉質：ナトリウム—塩化物強塩泉（中性高張性高温泉）

その他
- 朝食レストラン「YUUYOO TERRACE HAKODATE」

## アクセス
函館朝市まで徒歩約2分、金森赤レンガ倉庫まで徒歩約10分の距離に位置している。
- 函館駅から徒歩約5分
- 函館空港から車で約20分